# Scleropyrum
- Commons
- Wikispecies

Scleropyrum é um género botânico pertencente à família Santalaceae.